# Tokamak

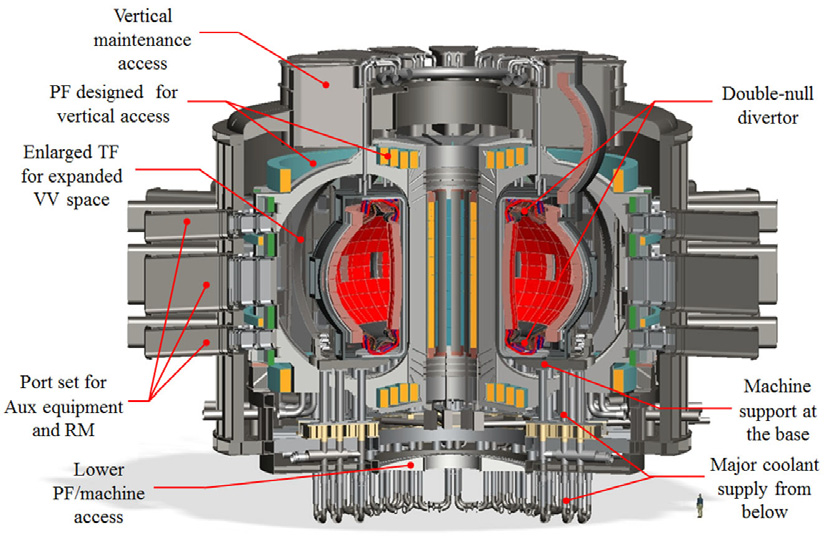
Sezione schematica della macchina

Il tokamak (acronimo russo per "camera toroidale con spire magnetiche") è un reattore nucleare a fusione di forma toroidale (a ciambella) in cui un plasma (solitamente di idrogeno) ad altissima temperatura e a bassa pressione viene mantenuto coeso e lontano dalle pareti interne grazie a un campo magnetico generato da elettromagneti esterni alla camera. In opportune condizioni, è stato dimostrato che è possibile creare al suo interno le condizioni per la fusione termonucleare controllata, allo scopo di estrarre l'energia prodotta dalla fusione di nuclei di atomi leggeri. Ottimi risultati sono stati raggiunti con il JET, e nuovi risultati sono attesi dall'entrata in funzione di ITER e SPARC. Richiedendo una quantità di energia enorme per portare il plasma alla temperatura di diverse decine di milioni di kelvin e far funzionare gli elettromagneti di confinamento e i sistemi ausiliari al reattore, rimane ancora da dimostrare la capacità di un eventuale impianto di produrre più energia elettrica di quanta ne consumi per questo reattore.

## Storia

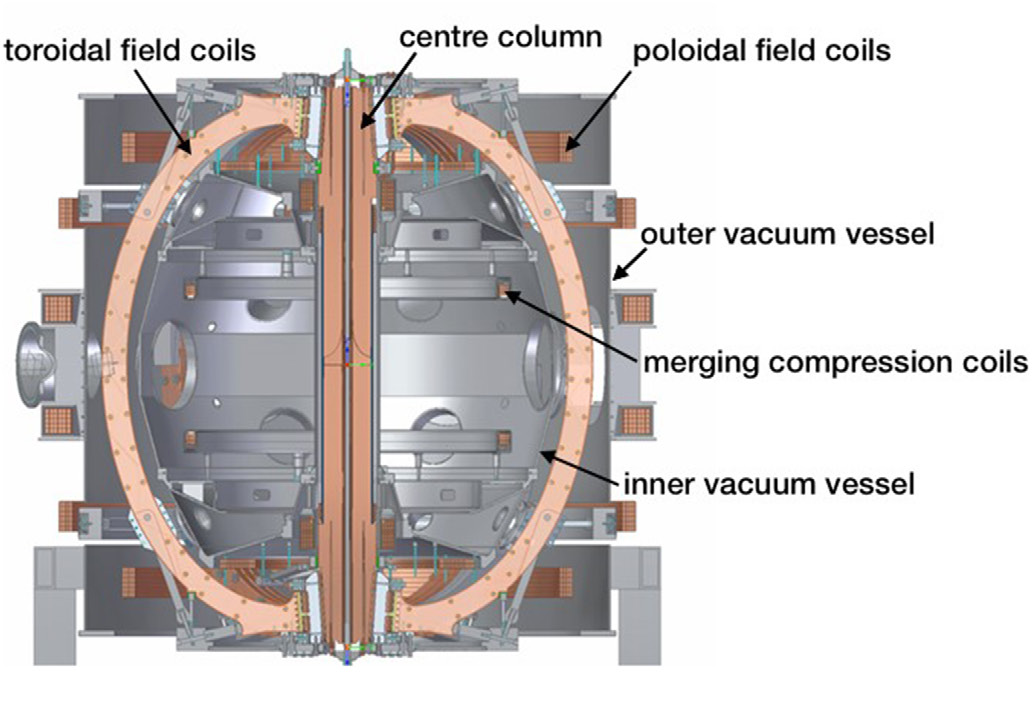
Sezione semplificata della macchina

La configurazione magnetica nota come 'tokamak' è il risultato delle ricerche condotte nel 1950 dagli scienziati sovietici Andrej Sacharov e Igor' Tamm, anche se il nome più precisamente risale al 1957. Nell'ottobre 1950 essi completarono le prime valutazioni dei parametri necessari per un reattore nucleare a fusione: Igor' Kurčatov quindi li appoggiò quando, nel 1951, Stalin decise l'inizio degli studi sulla fusione nucleare in Unione Sovietica. L'idea base del Tokamak era infatti quella di confinare un gas ad alta temperatura, completamente ionizzato (allo stato di plasma), con campi elettromagnetici, per ottenere energia dalla fusione nucleare controllata.
In Occidente questa configurazione era ignota, in quanto le ricerche sulla fusione erano tenute segrete: nello stesso periodo, negli Stati Uniti Lyman Spitzer, ai laboratori di Princeton, in New Jersey, studiava la configurazione nota come stellarator. Fu solo nel 1955 che gli Stati Uniti, alla Conferenza internazionale sull'uso pacifico dell'energia atomica a Ginevra, scoprirono l'esistenza del tokamak, e solo alla Seconda conferenza di Ginevra (1958) furono resi noti i dettagli di come costruire una macchina basandosi sul principio del tokamak.
Nel 1968, alla terza IAEA (Conferenza internazionale sull'uso e controllo del plasma e della fusione nucleare) a Novosibirsk, gli scienziati sovietici resero noto di avere raggiunto una temperatura degli elettroni di oltre 1 000 eV in un tokamak (1 elettronvolt equivale a 11 605 kelvin). Questo sbaragliò gli scienziati britannici e americani, che erano lontani dal raggiungere tali prestazioni. In Occidente gli scienziati rimasero sospettosi finché i test furono effettuati con il laser, confermando la temperatura effettivamente raggiunta dai sovietici.
Poiché tali prestazioni erano superiori a quelle ottenute fino ad allora, gli scienziati continuarono i test sulla fusione utilizzando il tokamak, anche se configurazioni alternative (come lo stellarator) sono ancora oggetto di studio. Il tokamak è infatti considerato come una delle più promettenti vie per generare energia tramite fusione nucleare: alcuni fra i più grandi esperimenti di fusione, come il JET nel Regno Unito, ASDEX in Germania, JT-60 in Giappone, TFTR e DIII-D in USA sono dei tokamak. Erano dei tokamak anche esperimenti importanti ora chiusi, come FTU a Frascati e Alcator C-mod in USA. Sono infine dei tokamak l'ambizioso progetto di proto-reattore nucleare a fusione ITER, la cui costruzione (a Cadarache, in Francia) è stata approvata il 21 novembre 2006, e SPARC, il reattore sperimentale della Commonwealth Fusion System, che dovrebbe entrare in funzione nel 2025.
Nel maggio 2023 il Princeton Plasma Physics Laboratory (PPPL), con sede negli Stati Uniti, ha confermato le misurazioni della Commissione francese per le Energie Alternative e l’Energia Atomica (CEA), che ha dichiarato che il suo tokamak rivestito di tungsteno ha mantenuto lo stato del plasma per 6 minuti consecutivi, a fronte di un'iniezione di 1.15 gigajoule di energia.
Nel 2024 presso il Lithium Beta Tokamak Experiment (LTX-beta) si è iniziato a sperimentare l'uso di litio liquido come rivestimento delle pareti interne. Esso è stato in grado di assorbire il 40% degli ioni espulsi dal plasma.
Nell'aprile 2024 il tokamak coreano KSTAR raggiunge una temperatura degli ioni pari a 100 milioni °C per 48 secondi, battendo il suo precedente record di 20 secondi registrato nel dicembre 2020.
Nel giugno 2024 i ricercatori cinesi del Tokamak HL-3 sono riusciti a descrivere e mappare il campo magnetico in presenza di plasma ad alta energia, fatto che permette di prevedere, controllare e fare operare il tokamak in condizioni estreme, iniettandovi più energia. L'anno precedente erano riusciti a iniettare nel tokamak 1 milione di ampere di energia.
Sempre nel giugno 2024 è stato attivato il Tokamak HH70 che occupa il 2% del volume dei tokamak tradizionali, realizzato con materiali REBCO (superconduttori ad alta temperatura).
Nel 2024 presso il Madison Symmetric Torus (MST), un tokamak dotato di pareti spesse e conduttive e di un sistema di alimentazione flessibile, è stato superato di 10 volte il limite di Greenwald, tetto massimo alla densità di elettroni nel plasma.

## Descrizione

### Principi generali

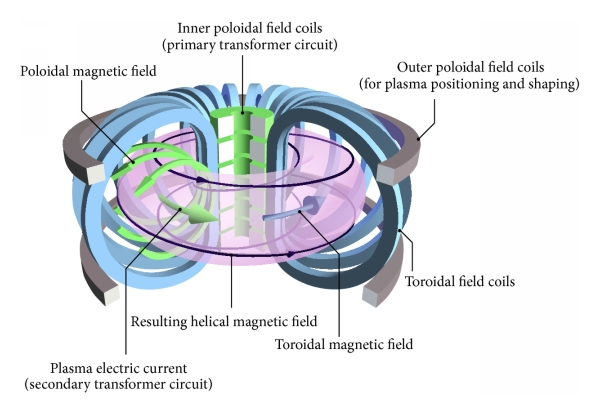
Schematizzazione dei campi magnetici

La miscela di gas presenti all'interno del tokamak è generalmente composta da due isotopi dell'idrogeno: deuterio e trizio.
La mistura di gas allo stato di plasma risulta essere completamente ionizzata pertanto controllabile, sfruttando la forza di Lorentz, attraverso degli opportuni campi elettromagnetici esterni.
I campi magnetici sono di tre tipi: campi toroidale e verticale indotti esternamente e campo poloidale generato dal plasma stesso. 
Il primo, generato per mezzo di bobine toroidali, permette di generare un campo diretto attorno all'asse di simmetria del toro che vincola le particelle cariche a fluire lungo quella direzione. Il secondo, generato per mezzo di bobine, permette il controllo della posizione del plasma all'interno del toro.
Il terzo, assicura l'equilibrio del plasma.
Il plasma per raggiungere le condizioni di fusione termonucleare deve soddisfare particolari condizioni espresse nel dettaglio dal criterio di Lawson (anche se è più appropriato, nel dimensionamento dei tokamak, usare il criterio di ignizione). Per il raggiungimento di queste condizioni un fattore importante è la temperatura del plasma, per l'innalzamento della quale viene trasmessa altissima energia al suddetto attraverso varie tecniche, tra cui sono da citare: il riscaldamento ohmico, l'introduzione di particelle ad alta energia nonché irraggiamento di campi elettromagnetici alla frequenza di risonanza per mezzo di antenne a radiofrequenza (RF).

### Dettagli di funzionamento

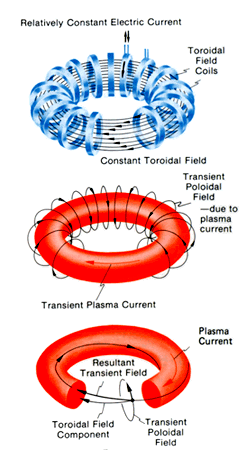
La configurazione magnetica tokamak: le linee del campo magnetico principale (o campo toroidale) si avvolgono ad anello intorno al buco del toro (figura in alto); il passaggio della corrente di plasma realizza il cosiddetto campo magnetico poloidale (al centro); le linee del campo magnetico totale sono quindi delle eliche con passo molto largo, che si avvolgono intorno al toro (in basso)

Il principio su cui si basa il funzionamento del plasma prodotto dal gas nel tokamak è che una particella carica immersa in un campo magnetico segue una traiettoria elicoidale (detta anche moto di ciclotrone) secondo l'equazione di Larmor, che definisce il raggio di Larmor
{\displaystyle \,\rho ={\frac {mv_{\perp }}{Ze\,B}}} .
dove {\displaystyle v_{\perp }} è la velocità della particella perpendicolare al campo magnetico, {\displaystyle m} è la sua massa, {\displaystyle B} è l'intensità del campo magnetico, e {\displaystyle Ze} è la carica dello ione (per l'elettrone, {\displaystyle Z=1} ed {\displaystyle e} è negativa).
Quindi, poiché una particella (elettrone o ione che sia) non si può allontanare più di {\displaystyle \rho } dalla linea di campo, allora un campo magnetico risulta confinare in modo efficiente un plasma. Questo risultato viene di solito formalizzato, all'interno della fisica del plasma, come teorema di Alfvén: il moto delle particelle è in qualche modo vincolato dalla dinamica delle linee di campo magnetico.
L'idea quindi è quella di realizzare delle linee di campo magnetico che si chiudano ad anello intorno a una forma geometrica a ciambella: in termini geometrici questa configurazione è definita toro. In questo modo, le particelle sono costrette a fluire lungo le linee del campo magnetico, percorrendo delle orbite ad anello intorno al buco del toro, e rimanendo pertanto confinate (vedi figura a destra, in alto). Il campo magnetico ad anello viene chiamato in linguaggio tecnico campo toroidale (il piano poloidale è il piano ortogonale alla direzione toroidale, vedi figura in basso a sinistra).

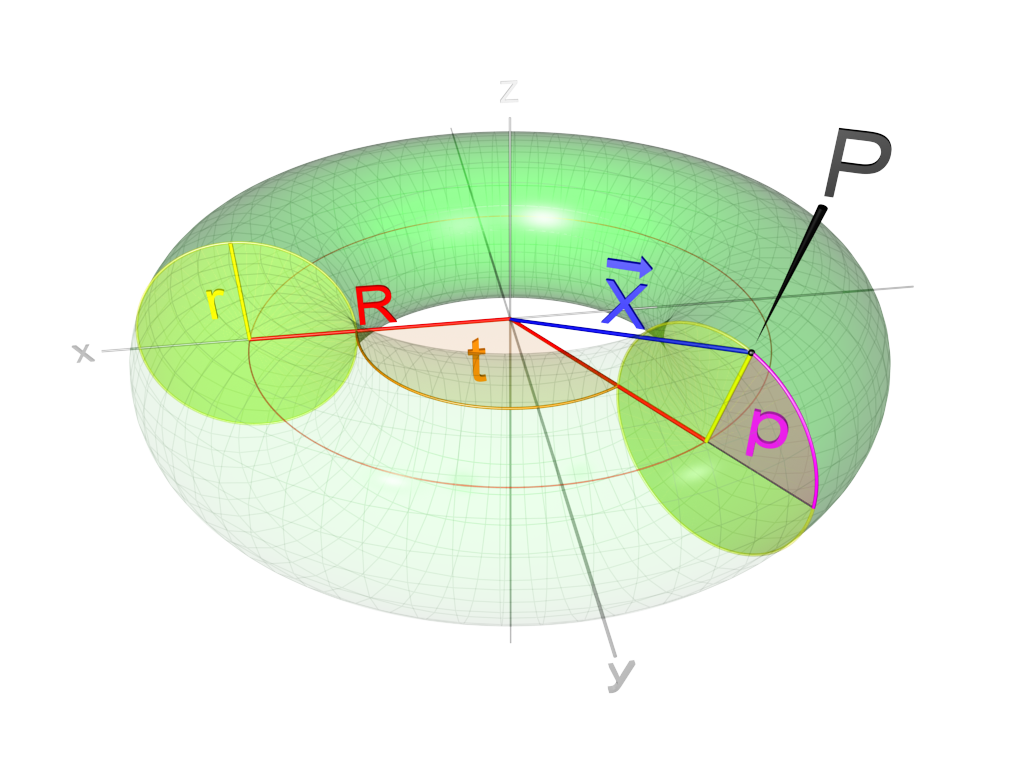
Coordinate su un toro: con P è indicato il piano poloidale; p è l'angolo poloidale, t l'angolo toroidale, r il raggio minore, R il raggio maggiore

La situazione reale è notevolmente più complessa: disomogeneità del campo magnetico toroidale (intensità e curvatura) fanno sì che esistano dei moti di deriva delle particelle, rispetto alla direzione del campo magnetico: per esempio, la velocità di deriva dovuta a un gradiente di campo magnetico è dell'ordine di:
{\displaystyle \,{\frac {v_{\mathrm {grad} }}{v_{\perp }}}\simeq {\frac {\rho }{R}}} .
dove {\displaystyle R} è il raggio maggiore del toro. Poiché il raggio di Larmor {\displaystyle \rho } è in genere molto piccolo (frazioni di millimetro per gli ioni, e micron per gli elettroni), le velocità di deriva sono piccole. Tuttavia, è anche vero che una particella, per effetto di temperatura, ha una velocità propria molto grande: nel caso di un protone, questa velocità è
{\displaystyle \,v_{\mathrm {th} }=9,79\times 10^{3}\;T^{1/2}[eV]} .
cioè, per un plasma che abbia delle temperature fusionistiche ({\displaystyle T=1keV}) tale velocità è dell'ordine del centinaio di chilometri al secondo. È quindi chiaro che una particella compirà un giro toroidale in un tempo inferiore al microsecondo. Nel tempo di una scarica di plasma, quindi, una particella, per effetto della deriva di gradiente, potrebbe facilmente andare ad urtare le pareti del tokamak.
La soluzione sta nell'incurvare a elica le linee di campo toroidale, in modo che la velocità di deriva punti alternativamente verso l'interno o l'esterno della camera di scarica, e mediamente l'effetto si annulli. In termini più precisi, si introduce una trasformata rotazionale {\displaystyle \iota }, cioè l'angolo che una linea di campo forma su un fissato piano poloidale, quando ha compiuto un giro toroidale.
Spesso, al posto della trasformata rotazionale, si introduce il fattore di sicurezza, definito come:
{\displaystyle \,q={\frac {2\pi }{\iota }}} .
esso è il numero di giri toroidali che devo compiere per fare un giro poloidale. Se cioè la linea di campo toroidale viene incurvata di un valore {\displaystyle \iota } piccolo, allora il corrispondente valore di {\displaystyle q} è grande.
Alternativamente (vedi ancora figura in alto a sinistra) si può definire {\displaystyle q} come il rapporto tra l'angolo toroidale {\displaystyle \Delta t} che devo compiere in direzione toroidale per fare un intero giro poloidale {\displaystyle p=2\pi }, e l'angolo {\displaystyle 2\pi } stesso, cioè in formule:
{\displaystyle \,q={\frac {\Delta t}{2\pi }}} .

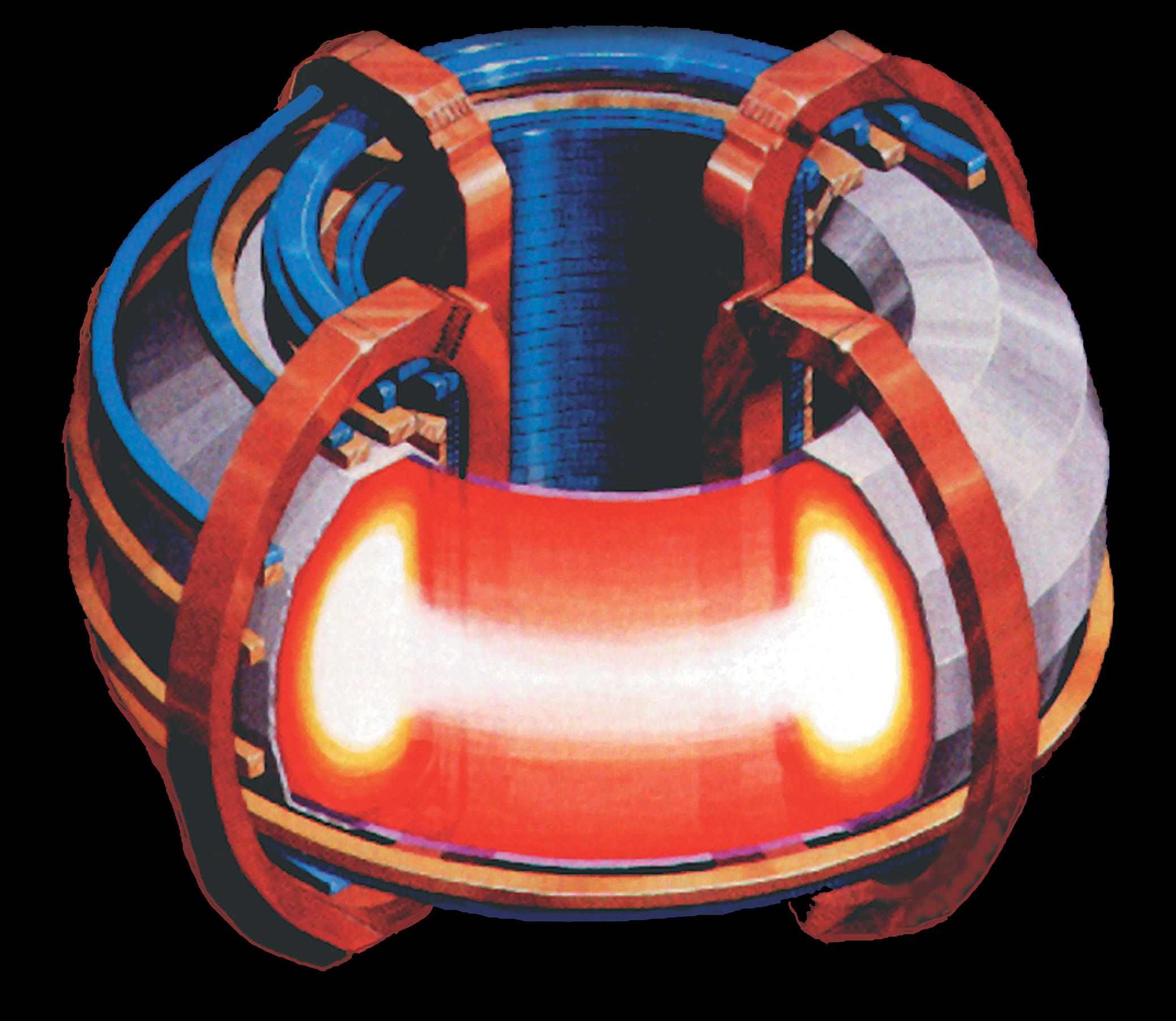

Per definizione di linea di campo si ottiene che:
{\displaystyle \,{\frac {R\mathrm {d} t}{\mathrm {d} \ell }}={\frac {B_{t}}{B_{p}}}} .
dove {\displaystyle \mathrm {d} \ell } è la lunghezza percorsa lungo la linea di campo. Inserendo dentro la definizione di {\displaystyle q} si ha che:
{\displaystyle \,q={\frac {B_{t}}{2\pi R}}\oint {\frac {\mathrm {d} \ell }{B_{p}}}} .
se approssimiamo il toro con un cilindro periodico, allora {\displaystyle \mathrm {d} \ell =r\mathrm {d} p} (con {\displaystyle p} l'angolo poloidale) e allora:
{\displaystyle \,q(r)={\frac {r}{R}}{\frac {B_{t}}{B_{p}}}} .
In sostanza, per incurvare le linee di campo toroidale, occorre introdurre una componente del campo magnetico in direzione ortogonale: questa direzione è chiamata direzione poloidale, e il corrispondente campo magnetico si chiama campo poloidale.
La condizione iniziale di introdurre una piccola trasformata rotazionale {\displaystyle \iota } diventa una condizione su {\displaystyle q} del tipo:
{\displaystyle \,q(r)>1} .
il che equivale a introdurre un (piccolo) campo poloidale {\displaystyle B_{p}}.
Un campo poloidale si può ottenere in modo semplice inducendo una corrente nella direzione toroidale, come mostrato in figura in alto (al centro). La combinazione dei due campi, toroidale e poloidale, produce come risultato delle linee di campo che sono eliche, con passo molto lungo (cioè, con {\displaystyle q>1}).

### Accensione della corrente di plasma e scarica

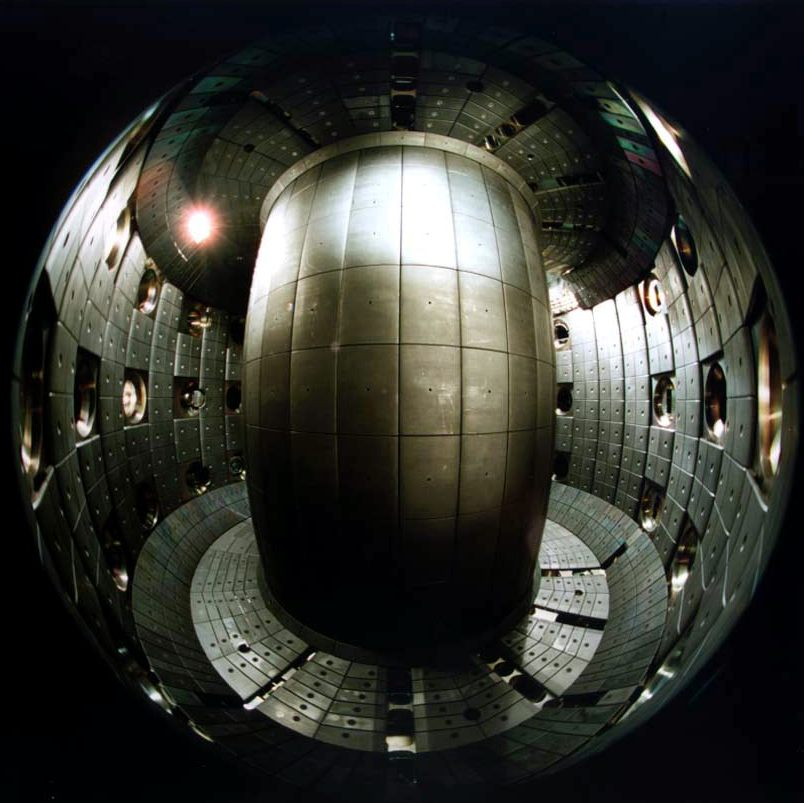
Immagine dell'interno della camera da vuoto dell'esperimento TCV, a Losanna. È evidente in primo piano il solenoide centrale, che occupa il buco centrale del toro.

In un tokamak, come condizione iniziale viene creato un vuoto spinto o ultraspinto, mediante apposite pompe a vuoto. L'accensione della corrente di plasma nel contenitore toroidale avviene in tre tempi:
- si immette corrente nelle bobine di campo toroidale;
- in seguito, viene immessa una piccolissima quantità di gas (generalmente idrogeno o suoi isotopi) di cui si vogliano studiare le proprietà.
- si immette corrente nel solenoide centrale, che occupa il buco centrale del toro (vedi figura a lato), creando un flusso nel nucleo del tokamak: esso costituisce il circuito primario di un trasformatore, di cui il toro costituisce il circuito secondario;
- la corrente nel primario viene fatta rapidamente calare, e questo crea una forza elettromotrice. Gli atomi neutri vengono ionizzati, si crea una scarica con elettroni via via più numerosi per effetto degli urti fra elettroni e atomi neutri.
- il gas non è più neutro, ma è diventato plasma: a questo punto la corrente elettrica, per effetto Joule, riscalda il plasma a temperature anche molto elevate (qualche milione di gradi).

Se il gas introdotto nel tokamak è una miscela di deuterio e trizio, si possono allora studiare le reazioni di fusione termonucleare dei plasmi ricreando per certi versi l'ambiente che si ha all'interno delle stelle. La speranza è quella di ottenere l'ignizione del plasma, un fenomeno che si autososterrebbe, per poter estrarre energia da fusione nucleare. Tale processo produttivo non lascerebbe scorie radioattive, né sarebbe passibile di esplosioni o fughe di radiazione, risultando quindi in una forma di energia completamente "pulita". Lavorare in condizioni di ignizione (ossia quella condizione operativa in cui la sola potenza delle particelle cariche confinate riesce a sostenere le perdite per conduzione, convezione e bremsstrahlung) nonostante sembri vantaggioso dal punto di vista energetico, poiché non occorre fornire alcuna potenza di riscaldamento esterno per stabilizzare il plasma fusionistico, risulta sconveniente dal punto di vista del controllo del reattore poiché dipenderebbe esclusivamente dalle dinamiche (turbolente e stocastiche) del plasma. Di norma, dunque, si sacrificano i vantaggi della condizione di ignizione, fornendo comunque una parte di potenza di riscaldamento esternamente (potenza ausiliaria) per avere il controllo del plasma.

### Metodi di riscaldamento del plasma

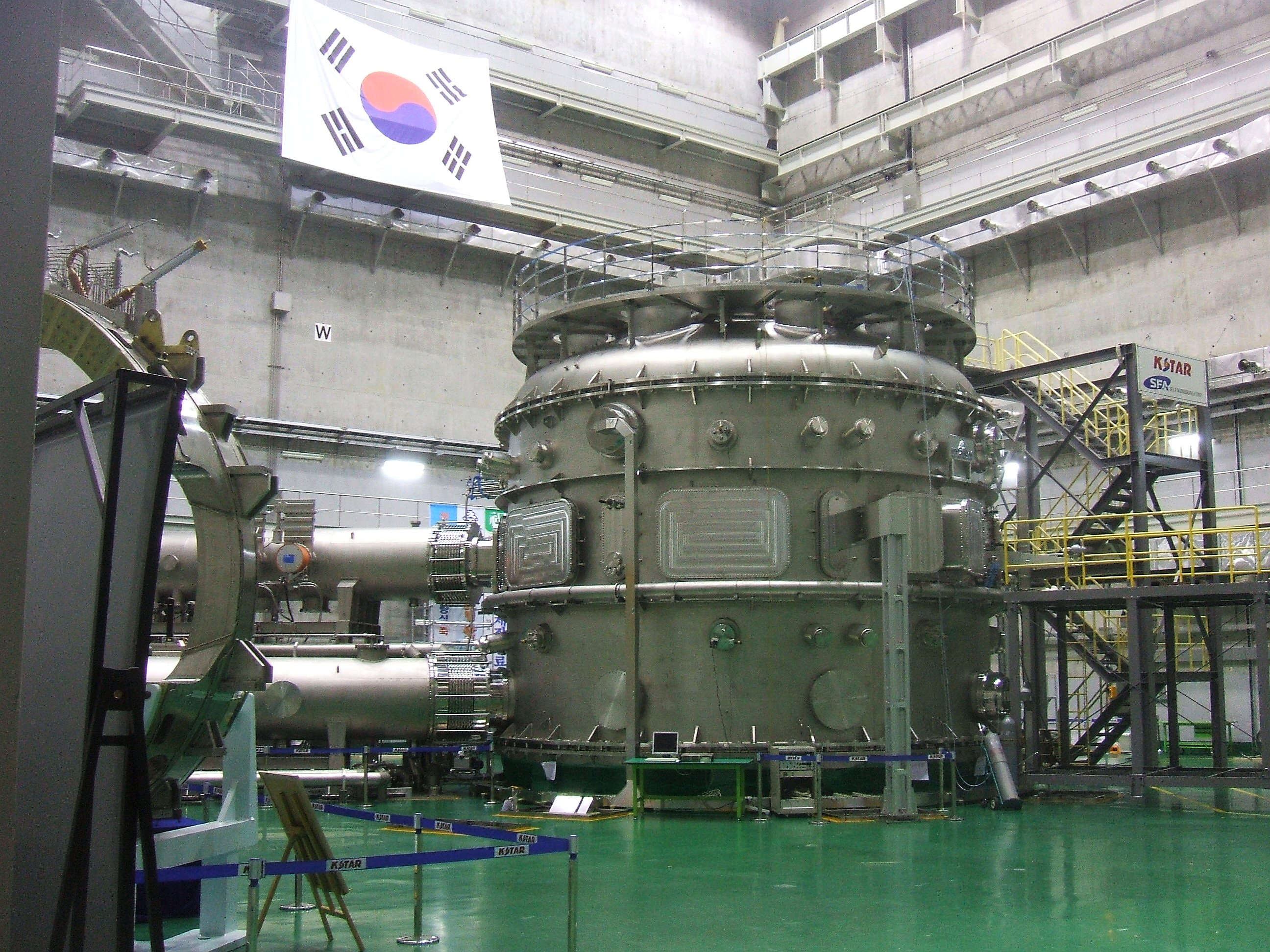
Esterno della macchina

Come indicato sopra, il metodo tradizionale per scaldare un plasma è quello di indurre una corrente elettrica nel toro (metodo che viene talvolta chiamato riscaldamento ohmico).
Tuttavia, nel tokamak questo si scontra con la condizione fondamentale di stabilità {\displaystyle q>1}, che si traduce nella condizione che il campo magnetico toroidale sia molto grande rispetto alla corrente di plasma; ossia, che la corrente di plasma {\displaystyle I_{P}} soddisfi la condizione
{\displaystyle \,\mu _{0}I_{P}<B_{t}\;{\frac {2\pi a^{2}}{R}}} .
dove {\displaystyle \mu _{0}} è la permeabilità magnetica del vuoto e {\displaystyle a} è il raggio minore del toro. La condizione scritta è una condizione molto stringente sulle possibilità del riscaldamento ohmico: nei tokamak moderni è quindi necessario utilizzare una serie di metodi diversi, noti come riscaldamenti addizionali. Questo da un lato porta a ottenere facilmente delle temperature di interesse fusionistico; dall'altro, i riscaldamenti addizionali sono un problema per quanto riguarda l'efficienza di un futuro reattore (come per esempio evidenziato negli studi per ITER).
Una soluzione parziale a questo problema consiste nell'osservare che la condizione sulla corrente dipende da {\displaystyle a/R}, cioè l'inverso del cosiddetto rapporto d'aspetto {\displaystyle R/a}: è quindi conveniente operare a rapporti d'aspetto il più basso possibile, in modo da utilizzare la corrente di plasma più alta possibile. È questa la soluzione dei cosiddetti tokamak sferici, o ad alto campo, come Alcator C-MOD, al MIT di Boston, o NSTX al PPPL di Princeton (dove "alto campo" si riferisce alla componente poloidale del campo magnetico).

### Quench termico
Uno dei problemi del tokamak è il quench termico, il rapido crollo di energia termica e della temperatura che porta a interrompere il processo di fusione. Esso si verifica a causa del plasma supercaldo, turbolento e instabile che deforma le linee di campo magnetico tridimensionali in modo tale che un numero crescente di elettroni devia dal flusso magnetico, andando a collidere contro le pareti del tokamak, fino a fuoriuscire.
I fisici del Princeton Plasma Physics Laboratory (PPPL) del Dipartimento dell’Energia degli Stati Uniti (DOE) sono riusciti a mappare la deformazione di queste linee di campo.

## Macchine esistenti o in fase di progettazione
- JET (Joint European Torus) è la più grande macchina europea: è attiva dal 1978, ed è quindi una delle macchine da fusione più vecchie tuttora in operazione. Dal 2000 le operazioni sono condotte unitamente da scienziati provenienti da vari laboratori europei (le cosiddette "Associazioni"), all'interno del programma europeo di fusione, guidato dall'EURATOM. I risultati ottenuti al JET costituiscono la base per la costruzione di ITER.
- Il tokamak HL-2M costruito in Cina nell'ambito del progetto EAST (Experimental Advanced Superconducting Tokamak).
- ITER È la macchina che dovrà dimostrare, dal punto di vista scientifico e tecnologico, la praticabilità della fusione come fonte di energia primaria. È in progetto di costruzione a Cadarache, nel Sud della Francia.[10]
- SPARC è il progetto di reattore a fusione di Commonwealth Fusion Systems, di cui l'italiana Eni è maggiore azionista, che dal piano di realizzazione sarà più compatto ed economico rispetto agli altri progetti esistenti grazie all'utilizzo di superconduttori HTS (High Temperature Superconductors).[11]
- DTT (Divertor Tokamak Test facility) Progetto italiano, recentemente finanziato, che dovrà effettuare esperimenti in scala in grado di cercare alternative per il divertore in grado di integrarsi con le specifiche condizioni fisiche e le soluzioni tecnologiche previste in DEMO[12].
- IGNITOR Progetto italiano per la realizzazione di un reattore sperimentale di piccole dimensioni.
- FTU (Frascati Tokamak Upgrade): è l'unico tokamak italiano, situato nei laboratori di Frascati dell'ENEA. FTU è basato sul principio di un alto campo magnetico. Diversamente da Alcator C-Mod, non ha una configurazione a X del campo magnetico per il pompaggio del materiale combusto di fusione (il cosiddetto divertore), ma una camera a sezione circolare. Un altro simile esperimento italiano è un Reversed field pinch (RFP) non è un tokamak ma è una configurazione alternativa sviluppata a partire dagli anni settanta: si chiama RFX ed è situato nei laboratori del CNR di Padova.[13]
- ASDEX Upgrade situato a Garching, presso Monaco di Baviera, in Germania; è operativo dal 1991. Il suo predecessore, ASDEX, è stato il primo tokamak che abbia utilizzato, nel 1982, una configurazione a X del campo magnetico (divertore). Il divertore funziona come un sistema di pompaggio delle impurezze del plasma, e sarà utilizzato come schema anche per ITER.
- Tore Supra attivo dal 1988, la sua principale caratteristica è l'uso di elettromagneti per il campo toroidale in superconduttore. È situato sul sito di Cadarache, nel Sud della Francia, vicino ad Aix-en-Provence: lo stesso sito in cui verrà realizzato ITER.[14]
- TCV (Tokamak a Configuration Variable) situato a Losanna, Svizzera.
- TEXTOR in Olanda.
- JT-60U in Giappone.
- TFTR attivo al PPPL di Princeton dal 1982 al 1997, è notevole per avere dimostrato per primo (nel 1994) la possibilità di produrre energia da fusione nucleare su larga scala, utilizzando isotopi di deuterio e trizio.
- DIII-D è un grande tokamak statunitense, gestito dalla General Atomics, a San Diego, in California. È stato uno dei primi tokamak a sezione non-circolare, ed è uno dei primi ad avere sperimentato un sistema di controllo attivo in retroazione delle instabilità MHD del plasma.[15]
- Alcator C-MOD è in funzionamento dal 1993, e segue i precedenti progetti Alcator A (1975-1982) e Alcator C (1982-1988). Viene gestito dal Plasma Science and Fusion Center (PSFC), presso il MIT di Boston. Il nome stesso (in italiano, Alcator = Alto Campo Toro) indica che la soluzione tecnologica adottata in questo esperimento è quella di utilizzare un campo magnetico intenso per confinare il plasma.[16]

Tokamak sferici:
- NSTX attivo al PPPL di Princeton dal febbraio 1999
- MAST situato nel medesimo sito che ospita JET, ad Abingdon nell'Oxfordshire (UK)
- SMART (Small Aspect Ratio Tokamak) del Plasma Science and Fusion Technology Laboratory dell'Università di Siviglia. Nel gennaio 2025 ha raggiunto per la prima volta lo stato del plasma. È caratterizzato da triangolarità negativa: la tipica forma a "D" della sezione trasversale del plasma presenta la parte curva rivolta verso il centro del tokamak (anziché quella dritta, come accade nella triangolarità positiva). Ciò riduce l'instabilità del plasma e l'emissione di particelle e di energia verso l'esterno.[17][18]

## Riferimenti nella fiction
Un tokamak appare nella storia "Topolino e il fantastico tokamak", pubblicata dal settimanale di fumetti della Walt Disney nel 1983 (Topolino 1459), quale reattore a fusione avanzato, dono di una civiltà aliena.
Viene inoltre citato anche nel romanzo "Il concilio di Pietra" dello scrittore francese Jean Christophe Grangéִ.